# Zhang Chunfang
Zhang Chunfang (förenklad kinesiska: 张春芳; traditionell kinesiska: 張春芳; pinyin: Zhāng Chūnfāng), född den 29 mars 1969, är en kinesisk softbollspelare.
Hon tog OS-silver i samband med de olympiska softboll-turneringarna 1996 i Atlanta.